# Metabolisme van micro-organismen
Het metabolisme van micro-organismen is het geheel aan cellulaire processen waarmee een micro-organisme de energie en voedingsstoffen verkrijgt die het nodig heeft om in leven te blijven en te reproduceren. Veel micro-organismen maken gebruik van verschillende soorten metabolische strategieën en de soorten kunnen vaak van elkaar onderscheiden worden op grond van metabolische kenmerken. De specifieke metabolische eigenschappen van een micro-organisme zijn de belangrijkste factoren bij de bepaling van de ecologische niche van her micro-organisme. Ook maken de specifieke metabolische eigenschappen het mogelijk dat de micro-organismen bruikbaar zijn bij industriële processen of verantwoordelijk zijn voor biogeochemische kringlopen. 

## Soorten metabolisme van micro-organismen
Al het metabolisme van micro-organismen kan worden geregeld op basis van drie principes:
1. Hoe het organisme energie verkrijgt om te leven en te groeien:
  - Fototroof - energie wordt verkregen uit licht
  - Chemotroof - energie wordt verkregen uit externe chemische verbindingen
2. Hoe het organisme reducerende equivalenten verkrijgt, hetzij in energiebesparing of in biosynetische reacties:
  - Organotroof - reducerende equivalenten worden verkregen uit organische verbindingen
  - Lithotroof - reducerende equivalenten worden verkregen uit anorganische verbindingen
3. Hoe het organisme koolstof verkrijgt voor de synthese van het cytoplasma:
  - Heterotroof - koolstof wordt verkregen uit organische verbindingen
    - Mixotroof - koolstof wordt zowel verkregen uit organische verbindingen als uit koolstofdioxide

  - Autotroof - koolstof wordt verkregen uit koolstofdioxide (CO2)

| Energiebron     | Licht                   | foto-  |         |         | -troof |
| Energiebron     | Licht & redoxreactie    | mixo-  |         |         | -troof |
| Energiebron     | Redoxreactie            | chemo- |         |         | -troof |
| Elektronendonor | Organische verbinding   |        | organo- |         | -troof |
| Elektronendonor | Anorganische verbinding |        | litho-  |         | -troof |
| Koolstofbron    | Organische verbinding   |        |         | hetero- | -troof |
| Koolstofbron    | Anorganische verbinding |        |         | auto-   | -troof |
In de praktijk worden deze termen bijna vrij gecombineerd. Typische voorbeelden hier van zijn:
- Chemo-litho-autotrofe organismen verkrijgen energie uit oxidatie van anorganische verbindingen en ze verkrijgen koolstof uit de fixatie van koolstofdioxide. Voorbeelden: nitrificerende bacteriën, zwaveloxiderende bacteriën, ijzeroxiderende bacteriën
- Foto-litho-autotrofe organismen verkrijgen energie uit licht en ze verkrijgen koolstof uit de fixatie van koolstofdioxide, met gebruik van reducerende equivalenten van anorganische verbindingen. Voorbeelden: Cyanobacteriën, Chlorobiaceae, Chromatiaceae, Chloroflexus
- Chemo-litho-heterotrofe organismen verkrijgen energie uit de oxidatie van anorganische verbindingen maar kunnen geen koolstofdioxide (CO2) vaststellen. Voorbeelden: enkele Thiobacilus, enkele Beggiatoa, enkele Nitrobacter, Wolinella, enkele Knalgasbacteriën, enkele sulfaatreducerende bacteriën.
- Chemo-organo-heterotrofe organismen verkrijgen energie, koolstof en reducerende equivalenten voor biosynthetische reacties van organische verbindingen. Voorbeelden: de meeste bacteriën, Escherichia coli, Straalzwammen
- Foto-organo-heterotrofe organismen verkrijgen energie uit licht, koolstof en reducerende equivalenten voor biosynthetische reacties van organische verbindingen. Sommige soorten zijn strikt heterotroof, veel andere kunnen ook koolstofdioxide verkrijgen en zijn mixotroof. Voorbeelden: Rhodobacter, Rhodopseudomonas, Rhodospirillum, Rhodomicrobium, Rhodocyclus, Heliobacterium, Chloroflexus.

## Heterotroof metabolisme
De meeste microben zijn heterotroof (nauwkeuriger: chemo-organo-heterotroof): ze gebruiken organische verbindingen als koolstof- en energiebron. Heterotrofe micro-organismen leven van voedingsstoffen die ze vangen van levende gastheren (zoals commensalen of parasieten), of ze vinden voedingsstoffen in dood, organisch materiaal van allerlei soorten. Metabolisme van micro-organismen is de belangrijkste bijdrage voor het lichamelijk verval van alle organismen na de dood. Veel eukaryote micro-organismen zijn heterotroof door predatie of parasitisme, deze eigenschappen zijn ook gevonden in sommige bacteriën zoals Bdellovibrio (een intracellulaire parasiet van andere bacteriën, waardoor de slachtoffers dood gaan) en Myxobacteriën zoals Myxococcus (predatoren van andere bacteriën die worden gedood en gelyseerd door samen te werken met zwermen van vele afzonderlijke cellen van Myxobacteriën). De meeste pathogene  bacteriën kunnen beschouwd worden als heterotrofe parasieten van de mens of de andere eukaryotische soorten die zij beïnvloeden. Heterotrofe bacteriën zijn zeer overvloedig in de natuur en deze bacteriën zijn verantwoordelijk voor de afbraak van grote organische polymeren (zoals cellulose, chitine of lignine) die meestal onverteerbaar zijn voor grotere dieren. 
In het algemeen zijn voor de afbraak van grote polymeren tot koolstofdioxide (mineralisatie) verschillende organismen nodig: één dat het polymeer afbreekt in zijn samenstellende monomeren, één dat de monomeren kan gebruiken en dat het eenvoudige afval als bijproduct kan afscheiden, en één dat het afgescheiden afval kan gebruiken. Er zijn vele variaties op dit thema, doordat verschillende organismen in staat zijn om verschillende polymeren te scheiden en om verschillende afvalstoffen af te breken, sommige organismen zijn zelfs in staat om meer recalcitrante verbinden zoals petroleumverbindingen of pesticiden af te breken en dit maakt ze nuttig in de bioremediatie. 
Biochemisch gezien is het prokaryotische heterotrofe metabolisme veel veelzijdiger dan dat van de eukaryote organismen. Hoewel veel prokaryoten de meest basale metabole modellen delen met eukaryote organismen, wordt glycolyse gebruikt voor suiker metabolisme en wordt de citroenzuurcyclus gebruikt om tot acetaat te degraderen. Dit produceert energie in de vorm van ATP en reducerend vermogen in de vorm van NADH of hydrochinon. Deze fundamentele routes zijn goed geconserveerd omdat ze betrokken zijn bij biosynthese van vele geconserveerde bouwstenen, deze zijn nodig voor celgroei. Echter, veel bacteriën en archaea gebruiken alternatieve metabolische routes dan glycolyse en de citroenzuurcyclus. Een voorbeeld hiervan is de goedbestudeerde suikermetabolisme via de keto-deoxy-phosphogluconate-route (ook wel KDPG-route) in Pseudomonas. Daarnaast is er ook nog een derde alternatieve suiker-afbraakroute, de pentosefosfaatroute, deze wordt gebruikt door sommige bacteriën. 
De metabolische diversiteit en het vermogen van prokaryoten om een grote verscheidenheid aan organische verbindingen te gebruiken, komt van de diepere evolutionaire geschiedenis en de diversiteit van prokaryotenin vergelijking met eukaryoten. Ook is het opmerkelijk dat het mitochondrium, het kleine membraangebonden intracellulaire organel waar het eukaryotische energiemetabolisme plaatsvindt, ontstaan is uit de endosymbiose van een bacterie verwant aan de intracellulaire Rickettsiae en ook aan de plantgeassocieerde Rhizobium of Agrobacterie. Daarom is het niet verwonderlijk dat alle eukaryote mitrochondriën metabolische eigenschappen delen met deze Proteobacteriën. De meeste microben ademen (gebruiken een elektron transportketen), terwijl zuurstof niet de enige terminale elektronenacceptor is die gebruikt kan worden. Zoals hieronder besproken heeft het gebruik van terminale elektronacceptoren, anders dan zuurstof, belangrijke biogeochemische consequenties.

## Gisting
Gisting is een specifiek onderdeel van heterotrofe metabolisme dat organische koolstof gebruikt (in plaats van zuurstof) als terminale elektronenacceptor. Dit betekent dat deze organismen geen elektronentransportketen gebruiken om NADH te oxideren naar NAD+ en daarom een alternatieve methode moeten hebben, waarbij de reducerende werking en het behouden van NAD+ voor de goede werking van de metabolische routes (bijv. glycolyse) moet zorgen. Als zuurstof niet vereist is, zijn deze fermentatieve organismen anaeroob. 
Veel organismen kunnen fermentatie gebruiken onder anaerobe omstandigheden en aerobe ademhaling wanneer er zuurstof aanwezig is, deze organismen zijn facultatief anaeroob. Om overproductie van NADH te voorkomen, hebben obligate fermentatieve organismen meestal niet een volledige citroenzuurcyclus. In plaats van gebruikmaken van een ATP synthese als bij de ademhaling, wordt ATP in fermentatieve organismen geproduceerd door fosforylering van het substraatniveau, waarbij een fosfaatgroep wordt getransformeerd naar een hoge, energiekere organische verbinding. Daar wordt de fosfaatgroep getransformeerd in ADP om ATP te vormen. Als gevolg van de noodzaak om hoog-energieke fosfaat bevattende organische verbindingen te produceren (in het algemeen in de vorm van co-enzym A-esters) gebruiken fermantatieve organismen NADH en andere cofactoren om veel verschillende, verminderde metabolische bijproducten te produceren, vaak inclusief waterstofgas (H2). Deze gereduceerde organische verbindingen zijn in het algemeen kleine organische zuren en alcoholen uit pyrodruivenzuur, het eindproduct van glycolyse. Voorbeelden zijn ethanol, acetaat, lactaat en boterzuur.
Fermentatieve organismen zijn zeer belangrijk industrieel gezien en ze worden gebruikt om veel verschillende soorten voedingsmiddelen te maken. De verschillende metabolische eindproducten geproduceerd door elke specifieke bacteriële soort, zijn verantwoordelijk voor de verschillende smaken en eigenschappen van elk soort voedsel.